# Micromorphe oculata
Micromorphe oculata är en fjärilsart som beskrevs av Lambertus Johannes Toxopeus 1948. Micromorphe oculata ingår i släktet Micromorphe och familjen tofsspinnare. Inga underarter finns listade i Catalogue of Life.